# Mos maiorum
Der mos maiorum (lateinisch; wörtlich „Sitte der Vorfahren“) war im alten Rom, sowohl während der Zeit der Republik als auch zu Beginn der Kaiserzeit, die Bezeichnung für traditionelle Verhaltensweisen und Gebräuche. 

## Bedeutung desmos maiorum
Bedeutung erlangte der mos insbesondere im Bereich des Gewohnheits- und Sakralrechtswesens.
Der mos maiorum galt als Grundlage der beispiellosen Erfolgsgeschichte des Aufstiegs Roms zur Weltmacht und war von all jenen, die öffentliche Ämter anstrebten, genau zu beachten. Das bedeutete die strikte Einhaltung hergebrachter und konstituierter römischer Rechtsnormen (beispielsweise das Prinzip der Annuität bei Magistraten), die religiöse Treue zum Staatskult und die Teilnahme an Feiern zu Ehren der Staatsgötter, mitunter auch die Übernahme priesterlicher Ämter durch Angehörige des Patriziats, die Übernahme militärischer Verantwortung für alle diejenigen, die ein Konsulnamt anstrebten oder die öffentliche sacrosanctitas der Volkstribunen. Auch die aufgestellten Regeln zum Schutz des pomeriums waren einzuhalten.

## Dermos maiorumbei Cato
Zum mos maiorum, wie er zum Beispiel vom prinzipientreuen Cato verstanden wurde, gehörten:
- „labor“: Die Mühe, die Arbeit, die ein jeder für die Gesellschaft aufbringen sollte.
- „iustitia“: Die Gerechtigkeit. Ein neben der Arbeit ebenfalls sehr hohes Prinzip war die Gerechtigkeit. Cato zum Beispiel übte diese Gerechtigkeit auch gegenüber den Feinden aus; sie war also auch ein Zeichen von Ehre.
- „pietas“: Die Redlichkeit, die Frömmigkeit, war ebenfalls ein wichtiges Prinzip der ‚mos maiorum‘.
- „res publica“: Dieses Prinzip bezeichnet die Bevorrechtigung des Staates gegenüber dem Privatleben.
- „fortitudo“: Die Stärke, insbesondere ist hier die Stärke des Militärs gemeint.